# Conringia austriaca
Conringia austriaca là một loài thực vật có hoa trong họ Cải. Loài này được (Jacq.) Sweet mô tả khoa học đầu tiên năm 1826.